# Highland games

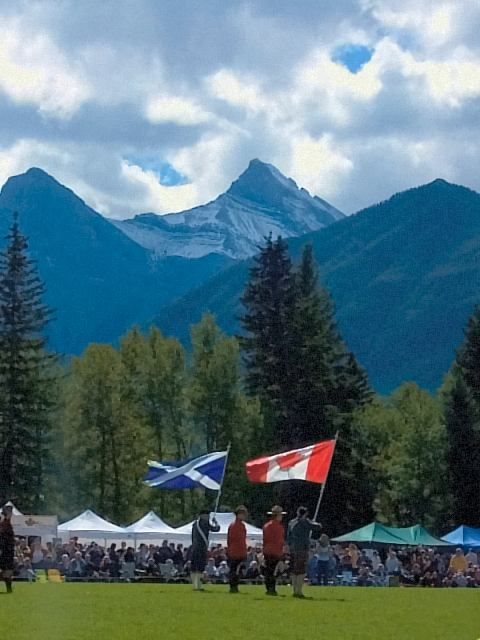
Invigningsceremonin för 2004 års spel i Canmore, Kanada.

Highland games (Höglandsspelen) är ett idrottsevenemang som hålls i Skottland och andra länder för att fira skotsk och keltisk kultur och tradition i allmänhet och skotska höglandet i synnerhet. Vissa inslag i spelen är väl kända som symboler för Skottland, exempelvis spelandet av säckpipa, bärandet av kilt och de fysiskt tunga grenarna, varav den mest kända är stockstötning. Spelen fokuserar på tävlingar i pipblåsning, trumspelande, dans och fysiskt tunga skotska grenar men det ingår även underhållning och uppvisningar som har att göra med flera delar av skotsk och keltisk kultur.
Cowal Highland Gathering, eller mer känt som Cowal games, hålls i augusti varje år i Dunoon i Skottland och är det största Höglandsspelet i Skottland med cirka 3 500 tävlande och 15–20 000 åskådare. Dock är det inte världens största spel. Två större event hålls i USA: Grandfather Mountain i North Carolina med cirka 50 000 åskådare och det ännu större som hålls av Caledonian club of San Francisco. Det sistnämnda har hållits varje år sedan 1865 och hålls för närvarande på Labor Day i Pleasanton i Kalifornien.
Höglandsspelen sägs ha inspirerat baron Pierre de Coubertin när han skapade de moderna olympiska spelen. Han såg en uppvisning av spelen vid världsutställningen 1889 i Paris.

## Historia
Ursprunget för spelen och dess grenar är äldre än modern historia. Ett möjligt exempel på ett av de tidigare spelen finns vid slottet Fetteresso även om det ligger en bit söder om skotska höglandet.
Det är omtalat i otaliga böcker att kung Malkolm III av Skottland under 1000-talet ska ha sammankallat tävlande till att snabbast ta sig till en viss bergstopp. Kungen gjorde detta för att hitta den snabbaste löparen i landet för att sen göra honom till hans kungliga budbärare. Vissa har sett denna icke bekräftade händelse som ursprunget till de skotska höglandsspelen.
Det är inte bevisat men hålls ofta för troligt att spelen utvecklades under den tid skottarna var ockuperade av engelsmännen. Då var de nämligen förbjudna att träna med vapen eftersom engelsmännen var rädda för nya uppror. Skottarna ska då ha fortsatt att träna för krig genom att ersätta den vanliga soldatträningen med dessa spel.
I ett dokument från 1703 som talar om sammankallandet av klanen Laird of Grant så uppmanades de att komma iklädda höglandsdräkter och ta med gevär, pistol och dolk. Detta brev gör att man tror att spelen innefattade grenar med vapen.
De moderna höglandsspelen är dock till stor del ett viktorianskt påfund, som utvecklades efter vad som kallas Highland Clearances, en tid då många skottar tvingades att flytta från höglandet till kusten, låglandet och i vissa fall utomlands.    

## Grenar

### Styrkegrenar

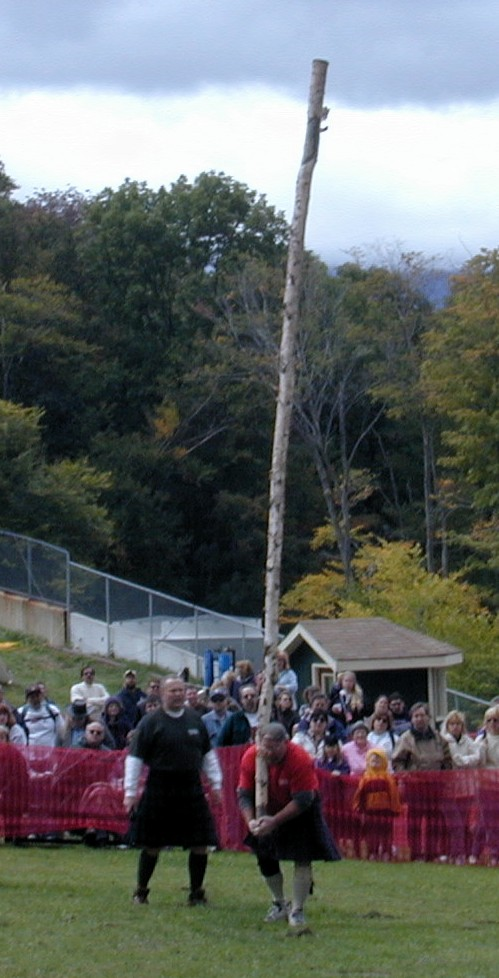
En stock stöts vid spel i New Hampshire, USA år 2000.

I spelens ursprungliga form för hundratals år sedan så handlade det mycket om idrottstävlingar. Det fanns dock mycket mer som hade en central plats vid dessa tillfällen men än i denna dag så är det tävlingarna man oftast kommer att tänka på när man hör namnet. De flesta tänker på tävlingarna och att allt det andra bara är underhållning, även om man bör tänka på allt som en helhet. På grund av att tävlandet är så starkt förknippat med spelen så är stockstötning det första man kommer att tänka på. Det har blivit själva symbolen för Highland games.
Även om många olika grenar kan vara en del av tävlingen så är det vissa som har kommit att bli stående inslag.
- Stockstötning: En lång avsmalnande tallstock eller påle hålls upprätt och balanseras av den tävlande som håller den smala änden i sina händer (se bilden). Sen springer tävlaren fram och försöker kasta stocken på ett sådant sätt att den vänder runt helt och landar med den större sidan i marken (sidan som alltså var uppåt förut). Den smalare änden som man nyss höll i faller framåt och träffar marken rakt framåt i löpriktningen, som om den landade på klockan 12 på en klocka. Om detta lyckas har den tävlande alltså roterat stocken. Stockarna kan variera mycket i längd, vikt, spetsighet och balans. Allt detta påverkar svårighetsgraden i att få ett lyckat kast. Deltagarna bedöms efter hur nära deras kast kommer klockan 12 på en tänkt klocka.

- Stenstötning: Denna gren liknar den moderna kulstötningen som ses i friidrott. Istället för en kula av metall använder man en stor sten med varierande vikt men målet är detsamma, att stöta så långt som möjligt. Det finns även skillnader mot kulstötningen när det gäller vilka tekniker som är tillåtna. I "Braemar Stone" (Braemar är en skotsk by) använder man en sten som är 20–26 pund (cirka 9,1–11,8 kg) tung för män och 13–18 pund (cirka 5,9–8,2 kg) tung för kvinnor och där får man inte springa fram mot brädan. Man gör alltså en stående stöt. I "Open Stone" använder man en 16–22 pund (cirka 7,3–10 kg) tung sten för män och 8–12 pund (cirka 3,6–5,4 kg) tung sten för kvinnor. Här kan kastaren använda vilken teknik som helst så länge stöten utförs med en hand och stenen vilar mot nacken tills den kastas. De flesta tävlande använder här en glid- eller rotationsteknik liknande den i kulstötning.

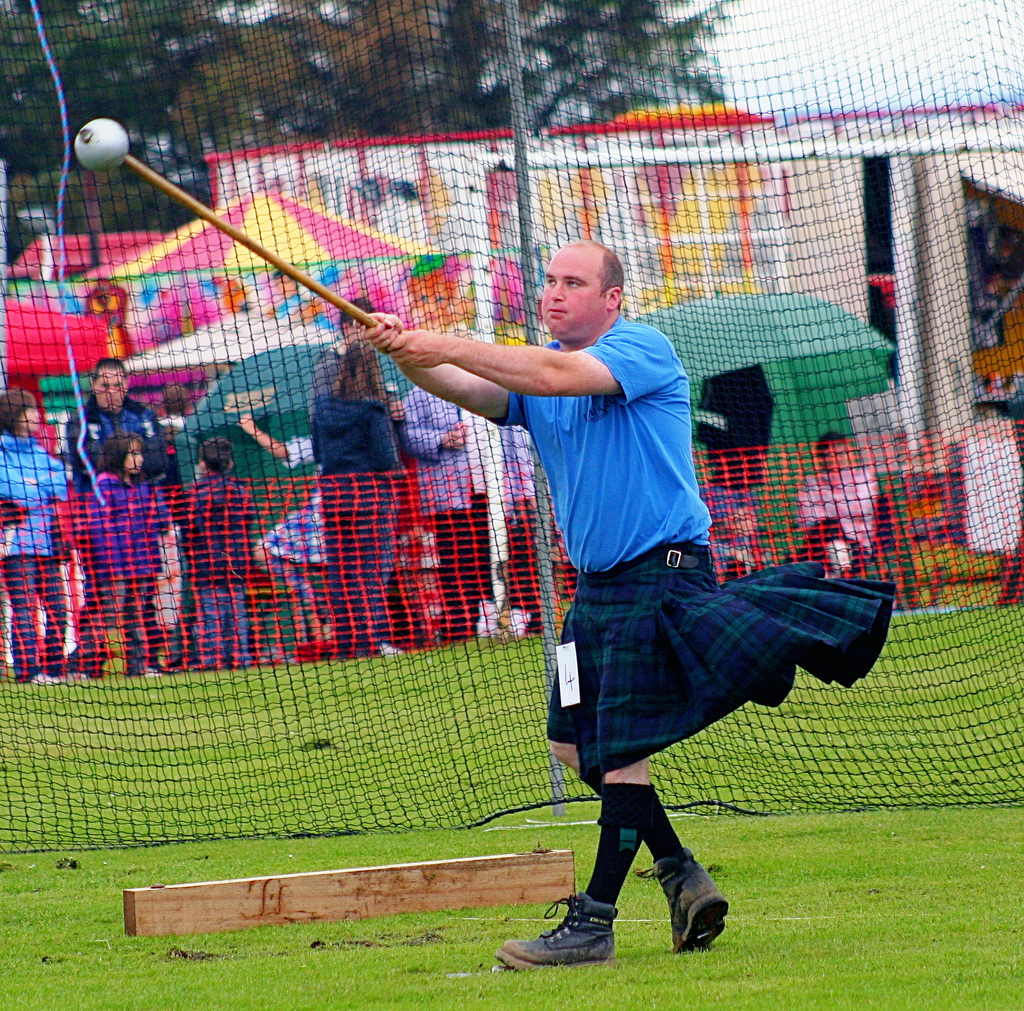
Skotsk släggkastning.

- Skotsk släggkastning: Denna gren liknar den moderna släggkastningen i friidrott med några skillnader. I Höglandsspelen används en rund kula av metall (vikten är cirka 7,3 eller 10 kg (16 eller 22 pund) för män och cirka 5,4 eller 7,3 kg (12 eller 16 pund) för kvinnor) vid vilken man har fäst en pinne som är cirka 4 fot (122 cm) lång. Pinnen är gjord av trä, bambu, rotting eller plast. Kastet utförs med fötterna i en fixerad position, släggan roteras runt huvudet och kastas sen så långt som möjligt över axeln. Vissa kastare använder för ändamålet speciellt framtagna skor som gräver sig fast i underlaget för att hålla balansen och stå emot centrifugalkrafterna som uppstår när man svingar släggan runt huvudet. Detta ökar markant kastens längd.

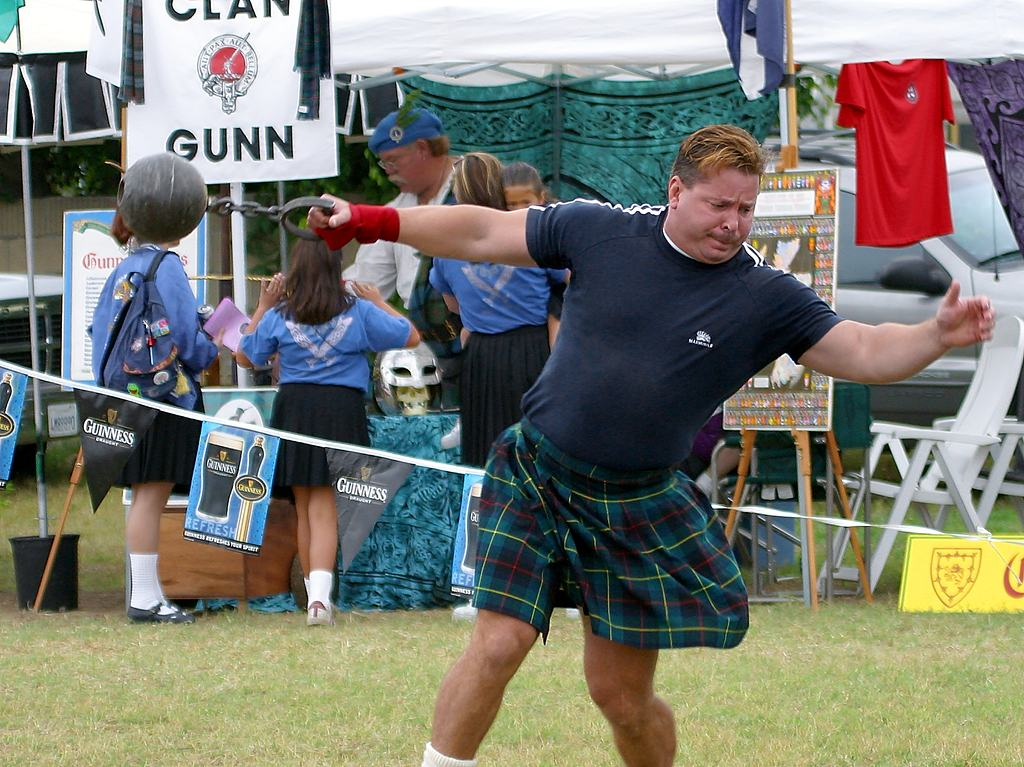
Tyngdkastning.

- Tyngdkastning, även känd som tyngd på längden: Detta är faktiskt två grenar. I den ena använder man en lättare (12,7 kg (28 pund) för män och 6,4 kg (14 pund) för kvinnor) och i den andra en tyngre (25,4 kg (56 pund) för män, 19,1 kg (42 pund) för seniorer och 12,7 kg (28 pund) för kvinnor). Tyngderna görs av metall och har ett handtag fäst antingen direkt eller genom en kedja. Kastet utförs med enbart en hand, i övrigt finns inga regler gällande valet av teknik. Det vanligaste är en form av rotationsteknik. Längsta kastet vinner

- Tyngd över ribba, även känd som tyngd på höjden. Den tävlande försöker kasta en tyngd som är 25,4 kg (56 pund) tung, över en ribba. Tyngden är likadan som i viktkastning, en tyngd av metall som har ett handtag fäst vid sig. Kastet utförs med enbart en hand, man har tre försök på varje höjd och om man klarar det går man vidare till en högre höjd, ett liknande upplägg som i höjdhopp. Tävlingen räknas på det högsta lyckade kastet och om två tävlande slutar på samma höjd så vinner den som har minst antal missade försök.

- Kasta kärve: Man använder en knippe halm som väger cirka 9 kg (20 pund) för män och hälften för kvinnor. Kärven är insvept i säckväv och kastas uppåt med hjälp av en högaffel över en ribba som ungefär ser ut som den som används i stavhopp. Regler och sättet att utse vinnare är i övrigt samma som när man kastar en tyngd över en ribba. Det finns en debatt angående om denna gren verkligen var en del av de forntida spelen eller om dess ursprung är från marknader på landet. Dock är alla överens om att det är en gren helt i publikens smak.

Många av de som tävlar i styrkegrenarna är idrottare som har tävlat i friidrott när de var yngre. De ser de skotska höglandsspelen som en möjlighet att fortsätta sitt tävlande.
I USA finns en uppåtgående trend när det gäller att locka kvinnor och seniorer till dessa styrkegrenar. Det har gjort att man har lagt till olika klasser att tävla i. I dessa klasser använder man lättare vikter.

### Musik

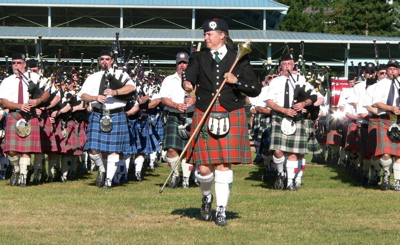
Spelande orkestrar.

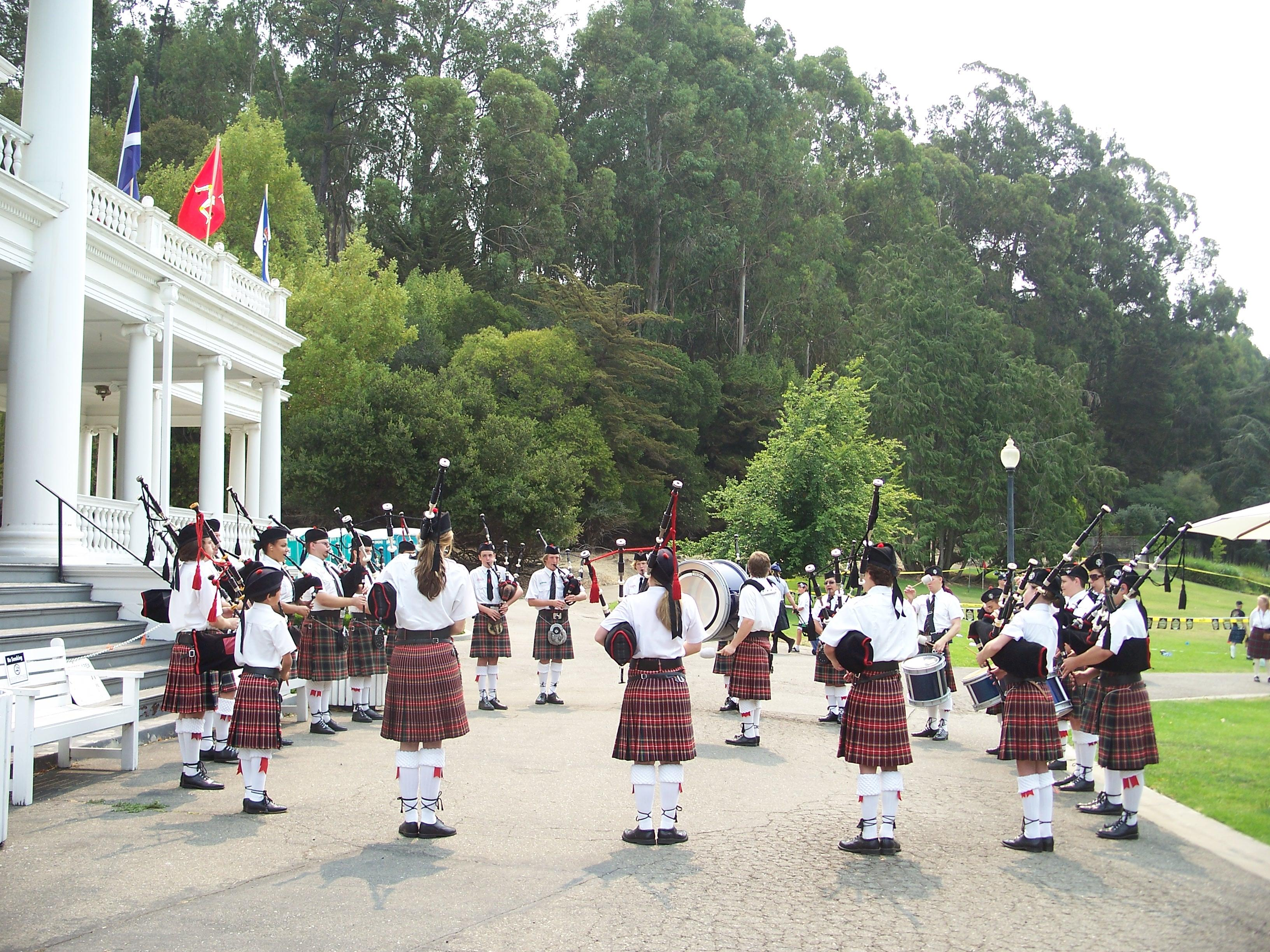
Säckpipetävling.

För många som kommer till höglandsspelen är det mest minnesvärda när alla orkestrar spelar tillsammans. Oftast sker detta i samband med spelens invignings- och avslutningsceremonier. Upp till 20 orkestrar med säckpipor spelar samtidigt, vilket ger en fantastisk ljudbild när så många tillsammans framför låtar som Scotland the Brave och Amazing Grace.
Det är ett faktum att musiken från säckpipan har kommit att bli en viktig symbol för spelen och även för Skottland som land. Spelen brukar även innehålla olika grenar av musiktävlan. Bland annat i trummor och säckpipa, både ensamma, i små grupper eller i de stora orkestrarna.
Säckpipa och trummor är dock inte den enda musik man kan höra vid dessa tillfällen. Man kan även höra fiol, harpa och keltiska band som underhåller med musik. Det senare innefattar en lagom dos av säckpipa.
Det förekommer även tävlingar i dans.

### Övriga inslag i spelen

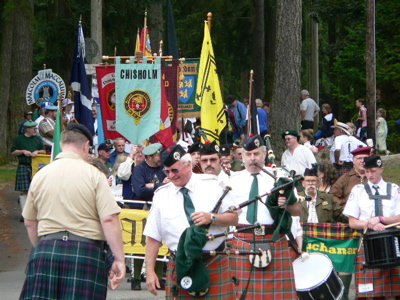
Iordningställande för klanernas marscherande.

Vid de moderna spelen så bjuds det på många aktiviteter runt omkring. Det mest kända är de olika skotska klanerna som har sina egna tält och försäljning av hantverk och varor med anknytning till Skottland. De skotska klanerna har ofta deltagandet vid höglandsspelen som sin viktigaste aktivitet varje år. De försöker att ta sig till och vara med vid så många spel som möjligt. Besökare kan få information om den skotska kulturen och hur de kan stödja och vara en del av sin egen klan om de så önskar.
Det förekommer också att vapensamlare visar upp sina samlingar av svärd och rustningar och även utför skådespel med strider. Många som är där säljer skotska souvenirer och annat som påminner om Skottland och deras kultur. De säljer allt från Irn-Bru (en skotsk dryck) till uppstoppade figurer av Loch Ness-odjuret.
Tävlingar och uppvisningar hålls även med vallhundar där tränare och uppfödare visar hur duktiga de är på sitt arbete. Utöver det förekommer det ibland andra djur vid spelen, bland annat Highland cattle.
Andra traditioner och modern keltisk konst visas ofta upp vid spelen. Detta innefattar grupper som spelar harpa, skotsk folkdans och en eller flera scener med uppvisningar. Utöver det så har spelen oftast inslag av Ceilidh, en typ av sociala träffar med traditionell musik, dans, sång och annan underhållning som har sitt ursprung i gaeliska traditioner.
Det finns även försäljare som erbjuder olika typer av traditionella Skotska maträtter och drycker.

## Spel i Skottland
| Plats                      | Namn                                                   | Detaljer                                       |
| -------------------------- | ------------------------------------------------------ | ---------------------------------------------- |
| Gourock, Inverclyde        | Gourock Highland Games                                 | Årets första spel, hålls första söndagen i maj |
| Blair Atholl, Perthshire   | Atholl Gathering                                       |                                                |
| Braemar, Aberdeenshire     | Braemar Gathering                                      |                                                |
| Burntisland, Fife          | Burntisland Highland Games                             |                                                |
| Carloway, Western Isles    | Carloway Show and Highland Games                       |                                                |
| Ceres, Fife                | Ceres Highland Games                                   |                                                |
| Crieff, Perthshire         | Crieff Highland Games                                  |                                                |
| Dunoon, Argyllshire        | Cowal Highland Gathering                               | Största spelen i Skottland                     |
| Inverkeithing, Fife        | Inverkeithing Highland Games                           |                                                |
| Halkirk, Caithness         | Halkirk Highland Games                                 | Startade 1886                                  |
| Glenisla, Angus            | Glenisla Highland Games                                | Startade 1869                                  |
| Lochearnhead, Perthshire   | Balquhidder, Lochearnhead and Strathyre Highland Games |                                                |
| Strathdon, Aberdeenshire   | Lonach Highland Gathering & Games                      |                                                |
| Pitlochry, Perthshire      | Pitlochry Highland Games                               |                                                |
| Portree, Inverness-shire   | Isle Of Skye Highland Games                            |                                                |
| St. Andrews, Fife          | St. Andrews Highland Games                             |                                                |
| Stirling, Stirlingshire    | Stirling Highland Games                                |                                                |
| Inverness, Inverness-shire | Inverness Highland Games                               |                                                |

## Spel utanför Skottland

### Europa
| Zürich, Schweiz           | Fehraltorf Highland Games |
| St Lorenzen, Italien      | Highland Games Südtirol   |
| Donnerskirchen, Österrike | Gordon Highlanders        |

### Kanada
| Plats                      | Namn                                                    |
| -------------------------- | ------------------------------------------------------- |
| Calgary, Alberta           | Calgary Highland Games                                  |
| Victoria, British Columbia | Victoria Highland Games and Celtic Festival             |
| Montréal, Québec           | Montreal Highland Games (Festival Écossais de Montréal) |

### USA
| Plats                          | Namn                                                               |
| ------------------------------ | ------------------------------------------------------------------ |
| Scottsboro, Alabama            | North Alabama Scottish Festival & Highland Games                   |
| Eagle River, Alaska            | Alaskan Scottish Highland Games                                    |
| Camp Verde, Arizona            | Verde Valley Highland Games                                        |
| Phoenix, Arizona               | Arizona Scottish Gathering and Highland Games                      |
| Prescott, Arizona              | Prescott Highland Games                                            |
| Tucson, Arizona                | Tucson Celtic Festival and Highland Games                          |
| Batesville, Arkansas           | Arkansas Scottish Festival                                         |
| Bakersfield, Kalifornien       | Bakersfield High Games                                             |
| Ben Lomond, Kalifornien        | Loch Lomond Highland Games                                         |
| Campbell, Kalifornien          | Campbell Highland Games                                            |
| Costa Mesa, Kalifornien        | United Scottish Highland Gathering                                 |
| Fresno, Kalifornien            | Fresno Highland Games                                              |
| Livermore, Kalifornien         | Livermore Scottish Games and Celtic Celebration                    |
| Modesto, Kalifornien           | Modesto Highland Games                                             |
| Oakland, Kalifornien           | Oakland Scottish Games                                             |
| Pleasanton, Kalifornien        | Caledonian Club of San Francisco Highland Gathering                |
| Salinas, Kalifornien           | Monterey Highland Games and Celtic Festival                        |
| Santa Cruz, Kalifornien        | Santa Cruz Highland Games and Celtic Festival                      |
| Ventura, Kalifornien           | Seaside Highland Games                                             |
| Vista, Kalifornien             | San Diego Scottish Highland Games and Gathering                    |
| Woodland, Kalifornien          | Sacramento Valley Scottish Games                                   |
| Elizabeth, Colorado            | Elizabeth Celtic Festival                                          |
| Estes Park, Colorado           | Long's Peak Scottish/Irish Highland Festival                       |
| Highlands Ranch, Colorado      | Colorado Scottish Festival                                         |
| Sterling, Colorado             | Sterling Celtic Festival                                           |
| Goshen, Connecticut            | St. Andrews Society of Connecticut Scottish Festival               |
| Norwalk, Connecticut           | Round Hill Highland Games                                          |
| Scotland, Connecticut          | Scotland Highland Festival                                         |
| Dunedin, Florida               | Dunedin Highland Games                                             |
| Fort Lauderdale, Florida       | Southeast Florida Scottish Festival and Games                      |
| Green Cove Springs, Florida    | Northeast Florida Scottish Highland Games                          |
| Ocala, Florida                 | Ocala Scottish Highland Games and Celtic Festival                  |
| Panama City, Florida           | Panama City Highland Games                                         |
| Pensacola, Florida             | Pensacola Highland Games                                           |
| Tallahassee, Florida           | Tallahassee Highland Games                                         |
| Venice, Florida                | Sarasota Highland Games                                            |
| Winter Springs, Florida        | Central Florida Scottish Highland Games                            |
| Zephyrhills, Florida           | Zephyrhills Celtic Festival and Highland Games                     |
| Blairsville, Georgia           | Blairsville Scottish Festival and Highland Games                   |
| Chickamauga, Georgia           | Appalachian Celtic Festival                                        |
| Anderson, South Carolina       | Loch Hartwell Highland Games                                       |
| Ringgold, Georgia              | Ringold Highland Games                                             |
| Savannah, Georgia              | Savannah Scottish Games and Highland Festival                      |
| Stone Mountain, Georgia        | Stone Mountain Highland Games                                      |
| Honolulu, Hawaii               | Hawaiian Scottish Festival                                         |
| Boise, Idaho                   | Treasure Valley Highland Games                                     |
| Oakbrook, Illinois             | Ullinois St. Andrew Society Highland Games                         |
| Springfield, Illinois          | Shamrock Games och Springfield Highland Games and Celtic Festival  |
| Columbus, Indiana              | Columbus, Indiana Scottish Festival                                |
| Fort Wayne, Indiana            | Indiana Highland Games                                             |
| South Bend, Indiana            | Celtic Festival and Bryan Verkler Invitational Highland Games      |
| Davenport, Iowa                | Celtic Festival and Highland Games of the Quad-Cities              |
| McPherson, Kansas              | McPherson Scottish Festival and Highland Games                     |
| Wakeeney, Kansas               | Th' Gatherin' Fire Festival O'Beltane                              |
| Carrollton, Kentucky           | Kentucky Scottish Weekend                                          |
| Glasgow, Kentucky              | Glasgow Highland Games                                             |
| Murray, Kentucky               | Western Kentucky Highlands Festival                                |
| Jackson, Louisiana             | Highland Games of Louisiana                                        |
| Minden, Louisiana              | Tartan Day Celebration                                             |
| West Monroe, Louisiana         | Northeast Louisiana Celtic Festival                                |
| Belfast, Maine                 | Maine Celtic Celebration                                           |
| Brunswick, Maine               | Maine Highland Games                                               |
| Elkton, Maryland               | Fair Hill Scottish Games                                           |
| Frederick, Maryland            | Frederick Celtic Festival                                          |
| Havre De Grace, Maryland       | Stepping Stone Museum Highland Games                               |
| MacKall, Maryland              | Celtic Festival of Southern Maryland                               |
| McHenry, Maryland              | McHenry Higland Festival                                           |
| Snow Hill, Maryland            | Chesapeake Celtic Festival                                         |
| Florence, Massachusetts        | Glasgow Lands Scottish Festival                                    |
| Greenfield, Massachusetts      | Western Massachusetts Highland Games and Festival                  |
| Alma, Michigan                 | Alma Highland Games                                                |
| Kalamazoo, Michigan            | Kalamazoo Highland Games                                           |
| Livonia, Michigan              | St. Andrews Society of Detroit Highland Games                      |
| Saline, Michigan               | Saline Highland Games                                              |
| Farmington, Minnesota          | Minnesota Scottish Fair                                            |
| Moorhead, Minnesota            | Celtic Festival                                                    |
| Gulfport, Mississippi          | Highlands and Islands Games on the Gulf Coast                      |
| Jackson, Mississippi           | Celtic Fest Mississippi                                            |
| Buffalo, Missouri              | Southwest Missouri Celtic Heritage Festival                        |
| Riverside, Missouri            | Kansas City Highland Games                                         |
| St. Charles, Missouri          | Missouri Tartan Day Festivities                                    |
| Las Vegas, Nevada              | Las Vegas Celtic Gathering                                         |
| Reno, Nevada                   | Reno Celtic Celebration                                            |
| Lincoln, New Hampshire         | New Hampshire Highland Games                                       |
| Albuquerque, New Mexico        | Rio Grande Valley Celtic Festival and Highland Games               |
| Altamont, New York             | Capital District Scottish Games                                    |
| Amherst, New York              | Amherst Museum Scottish Festival and Highland Games                |
| Old Westbury, New York         | Long Island Scottish Games                                         |
| Greensboro, North Carolina     | Triad Highland Games                                               |
| Hendersonville, North Carolina | Foothills Highland Games and Festival                              |
| Huntersville, North Carolina   | Loch Norman Highland Games                                         |
| Laurinburg, North Carolina     | Scotland County Highland Games                                     |
| Linville, North Carolina       | Grandfather Mountain Highland Games                                |
| Mint Hill, North Carolina      | Mint Hill Highland Games                                           |
| Waxhaw, North Carolina         | Waxhaw Scottish Highland Games                                     |
| Winston-Salem, North Carolina  | Winston-Salem Celtic Music Festival and Highland Games             |
| Hartville, Ohio                | Brigadoon Beltane Festival                                         |
| Wellington, Ohio               | Ohio Scottish Festival                                             |
| Tulsa, Oklahoma                | Oklahoma Scottish Festival and Highland Games                      |
| Yukon, Oklahoma                | Scottish Heritage Festival and Highland Games                      |
| Athena, Oregon                 | Athena Caledonian Games                                            |
| Baker City, Oregon             | Eastern Oregon Highland Games                                      |
| Gresham, Oregon                | Portland Highland Games                                            |
| Madras, Oregon                 | High Desert Celtic Festival and Games                              |
| Winston, Oregon                | Douglas County Celtic Highland Games                               |
| Bethlehem, Pennsylvania        | Bethlehem Celtic Classic                                           |
| Edinboro, Pennsylvania         | Edinboro Highland Games                                            |
| Ligonier, Pennsylvania         | Ligonier Highland Games                                            |
| Manheim, Pennsylvania          | Celtic Fling and Highland Games                                    |
| Richmond, Rhode Island         | Rhode Island Scottish Highland Festival                            |
| Clover, South Carolina         | Clover Scottish Games                                              |
| Greenville, South Carolina     | Greenville Scottish Games                                          |
| Mt. Pleasant, South Carolina   | Charleston Scottish Games and Highland Gathering                   |
| Rapid City, South Dakota       | Black Hills Dakota Gathering of the Clans                          |
| Gatlinburg, Tennessee          | Gatlinburg Scotths Festival and Highland Games                     |
| Jackson, Tennessee             | Celtic Fest                                                        |
| Arlington, Texas               | Texas Scottish Festival and Highland Games                         |
| Bedford, Texas                 | Bedford Celtic Heritage Festival                                   |
| Helotes, Texas                 | San Antonio Highland Games                                         |
| Houston, Texas                 | Houston Highland Games and Celtic Festival                         |
| Salado, Texas                  | Salado Scottish Clan Gathering and Highland Games                  |
| Lehi, Utah                     | Utah Highland Games                                                |
| Payson, Utah                   | Payson Scottish Festival                                           |
| Delaplane, Virginia            | Virginia Scottish Games and Festival                               |
| Leesburg, Virginia             | Potomac Celtic Festival                                            |
| Lanexa, Virginia               | Williamsburg Scottish Festival                                     |
| Lexington, Virginia            | Lexington Scots Irish Festival                                     |
| Mechanicsville, Virginia       | Meadow Highland Games and Celtic Festival                          |
| Radford, Virginia              | Radford Highlander Festival                                        |
| Enumclaw, Washington           | Pacific Northwest Scottish Highland Games                          |
| Bellingham, Washington         | Bellingham Highland Games                                          |
| Graham, Washington             | Tacoma Highland Games                                              |
| Greenbank, Washington          | Whidbey Island Highland Games                                      |
| Kelso, Washington              | Kelso Hilander Festival and Games                                  |
| Mount Vernon, Washington       | Skagit Valley Highland Games and Celtic Festival                   |
| Prosser, Washington            | Prosser Scottish Festival                                          |
| Puyallup, Washington           | Scottish American Festival                                         |
| Spokane, Washington            | Spokane Highland Games                                             |
| Bridgeport, West Virginia      | North Central West Virginia Scottish Festival and Celtic Gathering |
| Milwaukee, Wisconsin           | Milwaukee Highland Games and Festival                              |
| Waukesha, Wisconsin            | Wisconsin Highland Games and Celtic Fling                          |
| Gillette, Wyoming              | Wyoming Celtic Festival                                            |
| Jackson, Wyoming               | Jackson Hole Scottish Festival                                     |